# Каніс Пантер
Каніс Пантер (англ. Canis panther) — службова, сторожова порода собак з високими захисними якостями, що була виведена в 1970-х роках Скорпіо Джонсом у США, на основі схрещування добермана пінчера, німецького дога, американського піт-бультерьера та лабрадора.
На даний час порода не визнана жодною масштабною кінологічною спілкою, але досить швидко набирає популярність.
Каніс пантер легко піддається дресируванню та навчанню. Вони чуйні та розумні, прагнуть догодити господарю, втім ця порода не є гарним вибором для недосвідчених власників.
Відносяться з недовірою до незнайомих та малознайомих людей і ретельно захищають свою територію.
Каніс Пантер має досить гарне здоров'я. У середньому живуть від 10 до 12 років.